# Vuelo 4050 de Ukraine Air Alliance
El Vuelo 4050 de Ukraine Air Alliance (UKL4050) fue un avión de carga Antonov An-12 que se estrelló el 4 de octubre de 2019 en Lviv, Ucrania. Procedía del aeropuerto de Vigo (Galicia, España) con destino a Estambul (Turquía). Murieron 5 personas y hubo 3 heridos, todos de nacionalidad ucraniana.

## Aeronave y tripulación

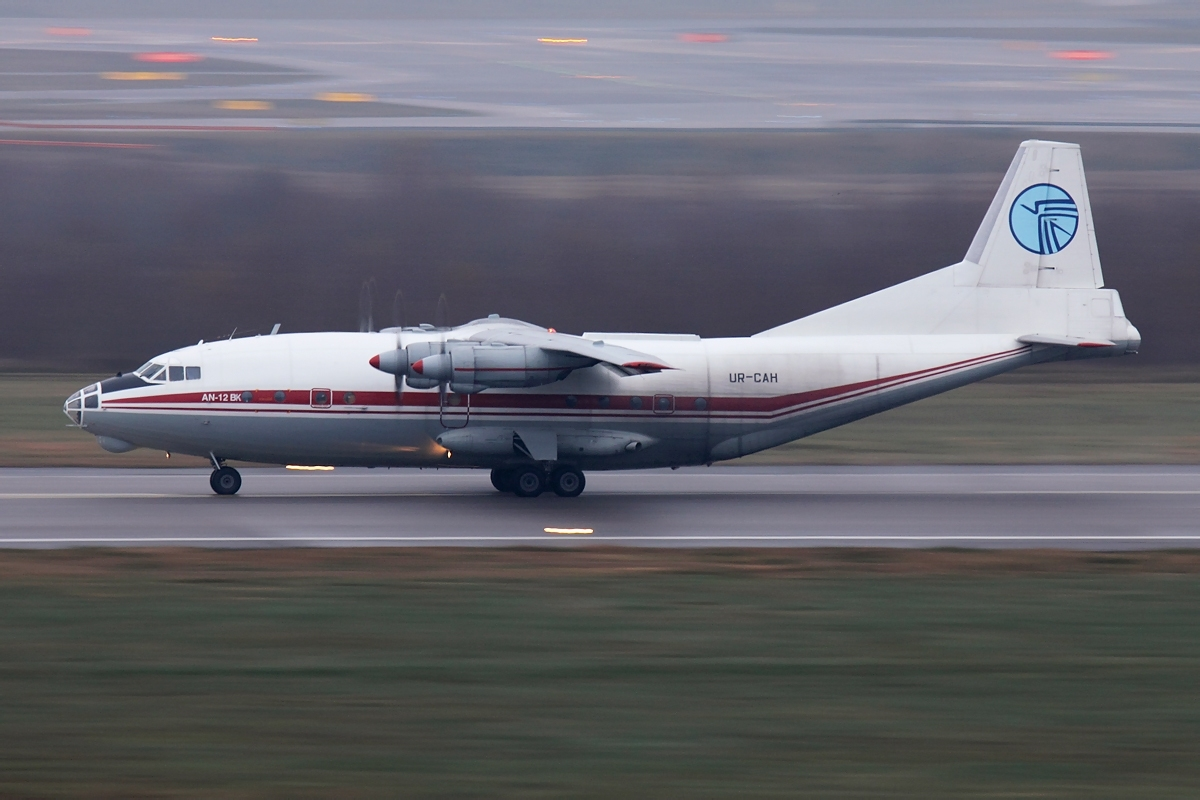
El avión accidentado, en 2012.

El avión se fabricó en 1968, por lo que tenía 51 años de antigüedad en el momento del accidente. En 2012 fue adquirido por Ukraine Air Alliance.

## Accidente
El avión partió del aeropuerto de Vigo, España, aproximadamente a las 22:20 UTC del 3 de octubre en un vuelo que transportaba 13.000 kg de repuestos de automóviles a Bursa, Turquía. Se planeó una parada de reabastecimiento de combustible en Lviv, Ucrania.
A las 03:20 UTC (06:20 hora local) el vuelo entró en el espacio aéreo de Ucrania y la tripulación escuchó la frecuencia ATIS para obtener la información meteorológica más reciente. Los procedimientos de baja visibilidad estaban en vigor en Lviv, con la pista 31 en uso para aproximaciones ILS. La niebla había reducido la visibilidad en la zona de toma de contacto a 150 metros con una visibilidad vertical de 50 m.
A las 03:40 el vuelo informó haber capturado el localizador y el controlador informó que la visibilidad había aumentado a 800 m en la zona de toma de contacto y una visibilidad vertical de 60 m.
Después de que el vuelo fue autorizado a aterrizar, la aeronave descendió significativamente por debajo de la pendiente de planeo. A una distancia de 3,3 km de la pista, la aeronave había descendido a una altitud de 100 metros. A una altitud de 60 metros, sonó una alarma que indicaba que se había alcanzado la altura de decisión, a la que ningún tripulante respondió. A una distancia de 1359 metros del umbral de la pista, a una altitud de 5-7 metros, la aeronave chocó con árboles y se estrelló.

## Investigación
La NBAAI de Ucrania abrió oficialmente la investigación del accidente el 9 de octubre, cuatro días después del accidente. El trabajo in situ de la comisión se llevó a cabo entre el 5 y el 7 de octubre. En esta acción se recuperaron dos cajas negras que estaban en buen estado y en condiciones de brindar datos. También se recopiló la otra información, como comunicaciones de control de tráfico aéreo, datos de radar, información meteorológica, respuesta de servicios de emergencia y ayudas a la navegación terrestres en el aeropuerto.

### Reporte final
Después de dos años de investigación, la NBAAI concluyó que la colisión de la aeronave en servicio contra el suelo durante la aproximación al aterrizaje en una densa niebla fue por causa de que la tripulación no realizó el vuelo en las condiciones del instrumento debido a la probable fatiga física excesiva, lo que provocó un descenso inconsciente de la aeronave por debajo de la trayectoria de planeo e impacto con el suelo. 
Factores Contribuyentes
Probable sobrepaso del peso en el despegue de la aeronave durante la salida del Aeropuerto de Vigo, lo que podría resultar en un aumento en el consumo de combustible, el resto del cual no permitió realizar el vuelo al aeródromo alternativo de Boryspil.